# Dezdemóna
A Dezdemóna valószínűleg görög eredetű női név, jelentése: boldogtalan. Shakespeare Othello című drámája nyomán vált ismert névvé.

## Gyakorisága
Az 1990-es években szórványos név, a 2000-es években nem szerepel a 100 leggyakoribb női név között.

## Névnapok
- június 18.[2]
- november 28.[2]